# Patrick Bristow
Patrick Bristow (Los Angeles, 26 settembre 1962) è un attore statunitense.

## Filmografia parziale

### Cinema
- Fuori di testa (Delirious), regia di Tom Mankiewicz (1991)
- Mia moglie è una pazza assassina? (So I Married an Axe Murderer), regia di Thomas Schlamme (1993)
- Showgirls, regia di Paul Verhoeven (1995)
- Austin Powers - Il controspione (Austin Powers: International Man of Mystery), regia di Jay Roach (1997)
- L'altra sporca ultima meta (The Longest Yard), regia di Peter Segal (2005)
- Pain & Gain - Muscoli e denaro (Pain & Gain), regia di Michael Bay (2013)
- Transformers 4 - L'era dell'estinzione (Transformers: Age of Extinction), regia di Michael Bay (2014)
- Réalité, regia di Quentin Dupieux (2014)
- Permettimi di amarti (Mistrust), regia di Shane Stanley (2018)
- Barb e Star vanno a Vista Del Mar (Barb and Star Go to Vista Del Mar), regia di Josh Greenbaum (2021)

### Televisione
- Riders in the Sky (1991)
- Black Tie Affair (1993)
- The Second Half (1993)
- Tom (1994)
- Oscuri segreti (1995) - film TV
- L'orgoglio di un figlio (1996) - film TV
- Innamorati pazzi (1996-1997)
- Head Over Heels (1997)
- Ellen – serie TV, 19 episodi (1994-1998)
- Grown Ups (2000)
- Malcolm (2004; 2005)
- The Minor Accomplishments of Jackie Woodman (2006-2007)
- Zack e Cody al Grand Hotel (2005-2007)
- Head Case (2009)
- Rita Rocks (2009)
- Le pazze avventure di Bucket e Skinner (Bucket & Skinner's Epic Adventures) – serie TV, un episodio (2011)
- American Woman (2018)
- SuperHero Diaries (2021)
- The Morning Show (2021)

## Doppiatori italiani
Nelle versioni in italiano delle opere in cui ha recitato, Patrick Bristow è stato doppiato da:
- Danilo De Girolamo in Showgirls
- Massimo Corizza in Innamorati pazzi
- Francesco Meoni in Zack e Cody al Grand Hotel
- Alberto Olivero in Le pazze avventure di Bucket e Skinner
- Luigi Ferraro in Permettimi di amarti
- Enrico Pallini in Criminal Minds
- Corrado Conforti in CSI - Scena del crimine
- Mino Caprio in Major Crimes
- Sergio Lucchetti in NCIS - Unità anticrimine
- Luca Dal Fabbro in Nobody Wants This